# Guillaume Massieu
Pour les articles homonymes, voir Massieu.
Guillaume Massieu, né à Caen le 13 avril 1665 et mort à Paris le 26 septembre 1722, est un homme d'Église, traducteur et poète français, connu surtout pour avoir chanté en vers latins les douceurs et les bienfaits du café.

## Sa vie[1]
Issu d'une famille pauvre, il vient à Paris faire ses études de philosophie chez les jésuites. Son noviciat accompli, il est nommé professeur à Rennes. Il retourne ensuite à Paris pour poursuivre des études de théologie. Ses supérieurs, le jugeant trop enclin à faire des vers et insuffisamment préoccupé de religion, l'incitent à quitter la compagnie. Il trouve alors une place de précepteur chez Louis de Sacy et s'occupe de l'éducation de son fils. En 1710, grâce au patronage de Jacques de Tourreil auquel il apporte son concours en tant que traducteur auxiliaire, il est nommé professeur de langue grecque au Collège royal. Il est élu membre de l’Académie royale des inscriptions et médailles en 1711 et de l'Académie française en 1714. Condamné au dénuement par la perte de ses modestes économies, puis affligé par la goutte et par une double cataracte, il n'en poursuit pas moins jusqu'à sa mort ses travaux d'érudition.

## Son œuvre
Guillaume Massieu a traduit les œuvres de Lucien et les Odes de Pindare. Il a édité les œuvres de Jacques de Tourreil et il a rédigé des dissertations sur les Grâces, les Hespérides, les Gorgones et les Sermens des Anciens ; ces travaux furent plus tard commentés par les auteurs de l'Encyclopédie et cités par Gibbon. Il est également l'auteur d'une Histoire de la poésie françoise, parue à titre posthume en 1739 en même temps qu'une Deffense de la Poësie, rédigée vers 1710. Dans ce dernier ouvrage, il distingue parmi les arts « ceux qui tendent a polir l’esprit » : l'éloquence, la poésie, l'histoire et la grammaire ; « ceux qui ont pour but un délassement et un plaisir honneste » : la peinture, la sculpture, la musique et la danse ; et « ceux qui sont les plus nécessaires à la vie » : l'agriculture, la navigation et l'architecture.
Mais c'est surtout pour son Caffaeum que l'on se souvient encore de Guillaume Massieu. Dans ce long poème en latin, imitant à la fois Virgile et Fellon, lui aussi auteur d'un poème en latin sur le café, il explique comment « le doux breuvage doit être cuit et bu avec art. » Apollon, dit Massieu, a créé ce breuvage pour guérir les poètes de leur paresse et donner de la vigueur à ceux « qui ont pour tâche de nourrir les esprits de paroles divines et inspirer la frayeur à l'âme des pêcheurs. » Aussi les buveurs de café sont-ils des êtres bénis, car « aucune molle léthargie ne trouble leur sein. »